# Várzea da Roça
Várzea da Roça là một đô thị thuộc bang Bahia, Brasil. Đô thị này có diện tích 549,339 km², dân số năm 2007 là 13768 người, mật độ 25,1 người/km².